# Servo
Servo（サーボ）とは、Mozilla Researchによって2012年に開発が始められたウェブブラウザ用レイアウトエンジンで、2016年に初めてデベロッパープレビューが公開された。サムスンによってAndroidおよびARMプロセッサへ移植されている。多くのコンポーネントは、きめの細かい、孤立したタスクによって処理される。Servoは高度な並列処理を行い、多くのコンポーネント（レンダリング、レイアウト、HTML解析、画像復号など）が独立したタスクによって処理される。プログラミング言語Rustによって開発されている。
Servoはテレビ番組『ミステリー・サイエンス・シアター3000』に出てくるトム・サーボというロボットにちなんで命名されている。
2017年11月にリリースされたFirefox 57以降、Servo CSSスタイルエンジンが組み込まれ、FirefoxのレンダリングエンジンのGeckoのコンポーネントがServoへ置き換え始められている。
2020年11月にMozillaからLinux Foundationに移管され、プロジェクトの管理、サポートを行う役員会と技術運営委員会が設置された。

## 特徴
Servoはウィキペディアのようなページをレンダリングし、Acid2試験に合格することができる。並列レイアウトアルゴリズムを搭載し、独自のCSS3とHTML5パーサがRustで実装されている。
ServoはGPUアクセラレーションによってさらに速くウェブページをレンダリングすることができる。Servoは2014年の時点で、Geckoよりベンチマークの成績が良い。